# Cocal dos Alves
Cocal dos Alves är en kommun i Brasilien.   Den ligger i delstaten Piauí, i den östra delen av landet, 1 500 km nordost om huvudstaden Brasília. Antalet invånare är 5 572.
Omgivningarna runt Cocal dos Alves är huvudsakligen savann. Runt Cocal dos Alves är det glesbefolkat, med 15 invånare per kvadratkilometer.